# Лишеи
Лишеите (на латински: Lichenes) представляват симбиоза между гъби (микобионт) и организъм, способен на фотосинтеза (фотобионт) – обикновено микроскопични зелени водорасли и/или цианобактерии. Гъбите образуват мицел, в който живеят водораслите и/или бактериите и обменят хранителни вещества помежду си. Лишеите са различни по форма и начин на живот, от който и да е от симбионтите. Те са отделна форма на живот, представена от около 26 000 – 28 000 вида.
Развиват се върху повърхности и могат да се срещнат навсякъде на Земята, дори и при изключително тежки климатични условия.
Лишеите представляват проблем за биологичната класификация, тъй като трите вида симбионти са от три различни биологични царства. Все пак, те биват класифицирани като гъби. Науката, която изучава лишеите, се нарича лихенология.

## История
Най-ранните запазени фосили на лишеи датират отпреди 400 милиона години (девон) и са открити близо до Абърдийн, Шотландия. Има предположения, че образувания, подобни на лишеи, са съществували много по-рано. Поради естеството на основния хабитат на лишеите, шансът за сформирането на техни вкаменелости е много малък и затова намерените такива са много малко.
През III век Пр. Хр. Теофраст в своя ботанически атлас „История на растенията“ споменава, че лишеят произлиза от кората, а не от пъпките. Също така описва два вида: Usnea и Rocella, които още тогава се използвали за получаването на багрила. До XVII век са известни 28 вида лишеи. Все пак те биват класифицирани като мъхове или водорасли до средата на XIX век, а растящите по почвата са считани за „земни изпражнения“. Изобретяването на микроскопа позволява да се покажат биологичните взаимодействия в този организъм. През 1867 г. швейцарският ботаник Симон Швенденер за пръв път предполага, че организмът има двойствена природа, под формата на паразитизъм. По това време много от колегите му отхвърлят тази хипотеза, като консенсусът е бил, че всички живи организми са автономни. Ала други изтъкнати биолози като Антон дьо Бари или Алберт Бернхард Франк не изключват идеята на Швенденер и тя скоро се разпространява и в други области на изследванията. През XX век лишеите са класифицирани като гъби, поради факта че именно микобионтът осигурява половото размножаване.

## Симбионти
Специфичността на сближаването между фотобионта и микобионта може да е малка или голяма, но по-голямата част от лишеите са умерено специфични: един и същ микобионт може да се сближи с различни видове фотобионти. Асоциациите биват:
- в 85% от случаите, водорасли и гъби;
- в 10% от случаите, цианобактерии и гъби;
- в 5% от случаите, водорасли, цианобактерии и гъби.

### Микобионт
Гъбите, участващи в симбиозата на лишеите могат да бъдат базидиеви (Basidiomycota) или торбести (Ascomycota). Те представляват около 20% от всички познати видове гъби. Най-често се среща симбиоза, включваща Ascomycota. Микобионт може да е и представител на дейтеромицетите, но тези гъби нямат роля в размножаването и се срещат рядко у лишеите.
През 2016 г. е открито, че много лишеи освен Ascomycota и фотобионт, включват и дрожди на Basidiomycota. Присъствието на дрождите е установено в лишеи от шест континента. Именно благодарение на тези два вида гъби, лишеите се размножават и подлежат на морфологични и физиологични промени. Съществува връзка между разпространението на тези дрожди и иначе необяснимите вариации във фенотипа на лишеите. Предполага се, че това представлява вид симбиоза между два различни вида гъби.

### Фотобионт
Едва 2% от фотобионтите са идентифицирани, тъй като морфологичните им характеристики са значително променени от симбиозата. Обикновено това са зелени водорасли, които често принадлежат към рода Trebouxia (зелени лишеи) или Trentepohlia (оранжеви лишеи). Около 0,5% са лишеите, съдържащи водорасли различни от зелени. Цианобактерии също могат да играят ролята на фотобионт, като те придават на лишеите синьозелен или кафявозелен цвят. Обикновено са от рода Nostoc, но се срещат и такива от родовете Sigonema, Gloeocapsa или Scytonema. В тялото на лишея цианобактериите могат да се изменят структурно и функционално.
Във взаимоотношенията на симбионтите се наблюдава тънък баланс – делението на клетките на фотобионта е съгласувано с ръста на гъбата. Микобионтът получава хранителни вещества от фотобионта, получени вследствие фотосинтеза. От своя страна микобионтът създава оптимален микроклимат за водораслите: защитава ги от изсъхване, ултравиолетово лъчение и т.н. Цианобактериите снабдяват гъбата с основно с глюкоза, но и с азотни вещества.

## Форми на растежа
Тялото на лишея се нарича талус, като според формата му лишеите могат да се групират в 3 основни категории:
- листовидни – имат равна структура, наподобяваща листа;
- храстовидни – имат изправена или провиснала форма, наподобяваща храст;
- коричка – представлява коричка, която се сраства плътно към повърхността.

Лишеите могат да приемат различни цветове, от бяло до черно.

## Физиология

### Биохимически особености
Повечето от вътреклетъчните продукти не са специфични за лишеите. Външноклетъчните вещества обаче са уникални и се образуват единствено от микобионта, като се натрупват в хифите му. Често именно тези вещества определят окраските на лишея. Киселините на лишеите играят важна роля в изветрянето.

### Воден обмен
Лишеите не умеят да регулират водния си баланс, тъй като нямат корени за активно поглъщане на вода и защита от изпарение. Повърхността на лишея може да задържа вода за кратко време. По време на сухи периоди водата бързо се губи и лишеят преминава във фотосинтетически неактивно състояние, при което водата може да съставлява не повече от 10% от маса му. За разлика от микобионта, фотобионтът не може да издържа дълго без вода. Захарта играе важна роля в съхраняването на важните му макромолекули (ензими, клетъчна мембрана, ДНК). Все пак лишеите са развили способи, предотвратяващи пълната загуба на вода. В много видове се наблюдава удебеляване на кората, така че да се намалят водните загуби. Способността да се поддържа водата в течно състояние е от изключителна важност в по-студените региони.
Времето, за което лишея може да оцелеее изсъхнал, зависи от вида му. Когато има водни постъпления (дъжд, роса), лишеите бързо преминават в аквитно състояние и възобновяват метаболизма си. В оптималния случай водата заема от 65 до 90% от масата на лишея.

### Растеж и продължителност на живота
Лишеите растат бавно. Бързината на растежа зависи от самия вид, както и от външната среда. Малките лишеи могат да растат с 1 mm на година, докато по-големите – с 1 cm на година.
Това са едни от най-дълго живеещите организми на планетата. Докато някои видове живеят до няколкостотин години, има случаи на лишеи, по-стари от 4500 години. Използвайки темпа на растеж на лишеите, могат да се правят оценки на възрастта на повърхностите, върху които те растат.

## Размножаване
Размножаването се осъществява единствено от микобионта. Лишеите се размножават по три начина: полово и безполово (вегетативно). Вегетативното размножаване се осъществява чрез просто раздробяване на талуса или чрез два специализирани органа: изидии или соредии. Последните два се разпространяват с вятъра, дъжда или животни. Безполовото размножаване може да се осъществява и чрез кониди, произведени в хифите на микобионта. Половото размножаване се осъществява чрез два специализирани органа: апотеций или перитеций.

## Устойчивост към екстремни условия
Тъй като лишеите могат да издържат дълги периоди без вода, те могат да бъдат открити в някои от най-суровите зони на Земята: тундрата, Арктика, пустините и билата на планините. Издръжливостта им се дължи на микобионтът, който секретира полизахариди, които задържат водата в организма. Много скоро след като се рехидратира, лишеят възвръща метаболизма си.
Лабораторни проучвания са показали, че лишеите могат да издържат на екстремно ниски температури за дълго време. Повечето лишеи могат да възстановят жизнените си функции след престой от няколко дни при -196 °C. Що се отнася до толерантността им към топлина, лишеите се справят с температури до 75 °C, а някои видове при подходящи условия издържат и до 100 °C.
През 2005 г. два вида лишеи са изпратени в космоса и изложени на вакуум в продължение на две седмици. След като са върнати на Земята и рехидратирани, лишеите възстановяват жизнените си функции. Това показва, че освен към екстремни температури, лишеите могат да са устойчиви към ултравиолетово и йонизиращо лъчение, като това не предизвиква почти никакви структурни изменения у тях.

## Използване

### Храна
Консумацията на лишеи се наблюдава в различни култури из целия свят. Освен при недохранване, в някои култури те са основна храна и дори деликатес. При консумацията им обаче възникват два проблема: полизахаридите в лишеите са почти несмилаеми за хората, а някои видове лишеи съдържат киселини, отровни за човека. Все пак, отровните лишеи са малко.
В миналото исландският лишей е представлявал важна храна в Северна Европа, като е бил приготвян на хляб, салати, супи, каши или пудинги.
В днешно време лишеите представляват основно фуражна храна, с която се изхранват северни елени и якове.

### Медицина
Още от древни времена лишеите се употребяват като лечебно средство в традиционната медицина. В средновековна Европа, видът Lobaria pulmonaria се е използвал за лечение на белодробни болести. Peltigera leucophlebia се е използвал за лечение на кандидоза.
Лишеите произвеждат метаболити, които са полезни в медицината. Много метаболити са структурно и функционално свързани с антибиотиците, а някои имат антисептично действие. Някои от киселините, произвеждани от лишеите, се използват за лечение на туберкулоза, а също така имат бактерицидни свойства срещу Escherichia coli и Staphylococcus aureus. През 2011 г. е установено, че изолирани серинови протеази от лишеи разграждат приони, което подсказва евентуално приложение при лечението на спонгиформната енцефалопатия по говедата (луда крава).

### Лихенометрия
Лихенометрията е метод за определяне на възрастта на повърхности според размера на талуса на лишеите. Техниката е въведена в средата на XX век и днес се използва в археологията, палеонтологията и геоморфологията. Измервайки бавния темп на растеж у лишеите и настоящия им размер, може да се определи колко дълго те са живели върху дадена повърхност. Този метод е най-точен (10% грешка) за датиране на повърхности до 1000 години.

### Багрила
Някои видове лишеи произвеждат пигменти, които предпазват от UV лъчи, както и токсини, които намаляват растителноядните или убиват бактерии. Тези съставки са важни при идентифицирането на лишеите.
В миналото лишеи от рода Roccella са широко използвани за получаване на пурпурни багрила. Днес това багрило се използва като индикатор на киселиността в лакмуса. В Скандинавия и Шотландия родовете Evernia и Parmelia традиционно се използват за оцветяване на кожи и тъкани в жълто, оранжево и кафяво. Съществуват сведения отпреди 2000 години за използване на лилави и червени багрила от лишеи.

### Парфюми
Употребата на лишеите в парфюмерията има дълга история. В днешно време лишеите Evernia prunastri и Pseudevernia furfuracea се използват широко в парфюмите като фиксатори. Всъщност търговската стойност на лишеите днес идва основно от парфюмерийната индустрия.

### Други
Отровните вулпинови киселини от Letharia vulpina в миналото са се използвали като отрова за вълци и лисици.
В Древен Египет по времето на Новото царство и Третия преходен период лишеите са били използвани при мумифициране, като са открити множество мумии, чиито телесни кухини са били пълни с Pseudevernia furfuracea. Предполага се, че този вид лишей е бил внасян в Египет, тъй като той не е откриван никъде в страната, а климатът ѝ е твърде сух за него.

## Екология
Лишеите заемат важна част в някои екосистеми, тъй като представляват храна за бозайници като северния елен или за ларвите на някои нощни пеперуди.
Също така играят важна роля в улавянето на частици от въздуха и дъжда, което допринася за пречистването на околната среда и рециклирането. Това им свойство ги прави и добри индикатори за химически замърсявания. Те се хранят с това, което им донася околната среда, като могат да складират сложни минерали за дълго време. Това е едновременно и предимство, и недостатък за тях, защото освен полезни вещества, могат да складират и вредни такива. Въпреки устойчивостта им към екстремни външни условия, лишеите са особено нетолерантни към замърсяване на въздуха, в частност – към серен диоксид. Поради тази причина, лишеите обикновено се срещат в екологично чисти и слабо индустриализирани зони, а само отделни видове успяват да живеят в градовете. При подходящи условия, чрез лишеите може да се направи оценка за химичния състав на почвата.
След Чернобилската авария лишеите в Скандинавия абсорбират толкова много радиоактивни елементи, че яденето на елени, които са се хранили с тях, е считано за опасно за хората.
Ролята на лишеите в почвообразуването е значителна, тъй като те отделят киселини, разтварящи минералите, и на свой ред имат роля в изветрянето на скалите. Това може да представлява проблем, когато лишеи се развиват върху каменни паметници. Те също така са „пионери“ в биоценозата, тъй като са едни от първите организми, които се заселват в субстрата по време на първичната сукцесия.

## Символизъм
Във френския революционен календар, на лишея е наречен 17-ия ден от дъждовния месец (pluviôse).

## Галерия
- Xanthoparmelia.
- Usnea australis.
- Rhizocarpon geographicum.
- Hyella caespitosa.
- Physcia millegrana.
- Cladonia rangiferina.
- Hypogymnia.
- Cladonia.
- Lobaria oregana.
- Lecanora.
- Caloplaca marina.
- Gyalecta jenensis.
- Diploicia canescens.
- Letharia vulpina.